# Rszewek
Rszewek (dawn. Rszew, także Rżew) – dawniej samodzielna miejscowość, od 1988 część miasta Konstantynowa Łódzkiego w województwie łódzkim, w powiecie pabianickim. Leży w północnej części Konstantynowa, w rejonie ulicy Krętej.

## Historia
Rszewek (Rszew) to dawna wieś, od 1867 w gminie Rszew. W okresie międzywojennym należał do powiatu łódzkiego w woj. łódzkim. 1 kwietnia 1927 zniesiono gminę Rszew, a Rszewek włączono do gminy Rąbień. 1 września 1933 wszedł w skład nowo utworzonej gromady Niesięcin w granicach gminy Rąbień, składającej się z wsi Niesięcin, wsi Rszew(ek) i wsi Huta Jagodnica (folwark Rszew z kolonią Rszew utworzyły odrębną gromadę Rszew). Podczas II wojny światowej włączona do III Rzeszy.
Po wojnie miejscowość powróciła do powiatu łódzkiego w woj. łódzkim, nadal jako składowa gromady Niesięcin, jednej z 10 gromad gminy Rąbień. W związku z reorganizacją administracji wiejskiej jesienią 1954, dotychczasowa gromada Niesięcin weszła w skład nowej gromady Rąbień.
W kolejnych latach były folwark Rszew odłączono od kolonii Rszew i ustanowiono w nim odrębną miejscowość o nazwie Rszew PGR; natomiast Rszewek ustanowił wraz z Niesięcinem, Kolonią Rszew (nazywana odtąd po prostu Rszewem) oraz nową miejscowością Rszew-Legionowo odrębny zepół miejscowości o nazwie Niesięcin. W 1971 roku ludność zepołu miejscowości Niesięcin wynosiła 418, natomiast miejscowość PGR Rszew liczyła 122 mieszkańców.
Od 1 stycznia 1973 w gminie Aleksandrów Łódzki. W latach 1975–1987 miejscowość należała administracyjnie do województwa łódzkiego.
1 stycznia 1988 Rszewek (będąc częścią Niesięcina) włączono do Konstantynowa Łódzkiego.

## Nazewnictwo
Nazwę Rszew wykorzystywano w różnych okresach dla różnych miejscowości w skupieniu rszewskim. Historycznie Rszewem nazywano zarówno folwark Rszew jak i wieś Rszew (obecny Rszewek); wyróżnikiem był różny charakter osadniczy obu miejscowości. Po przemianowaniu w latach 1970. byłego folwarku Rszew na Rszew PGR (i odłączeniu go od kolonii Rszew), Rszewem przejściowo nazywano właśnie Kolonię Rszew.
W granicach Konstantynowa znajduje się także nowe skupienie osadnicze o nazwie Rszew-Legionowo.